# Avarn Security

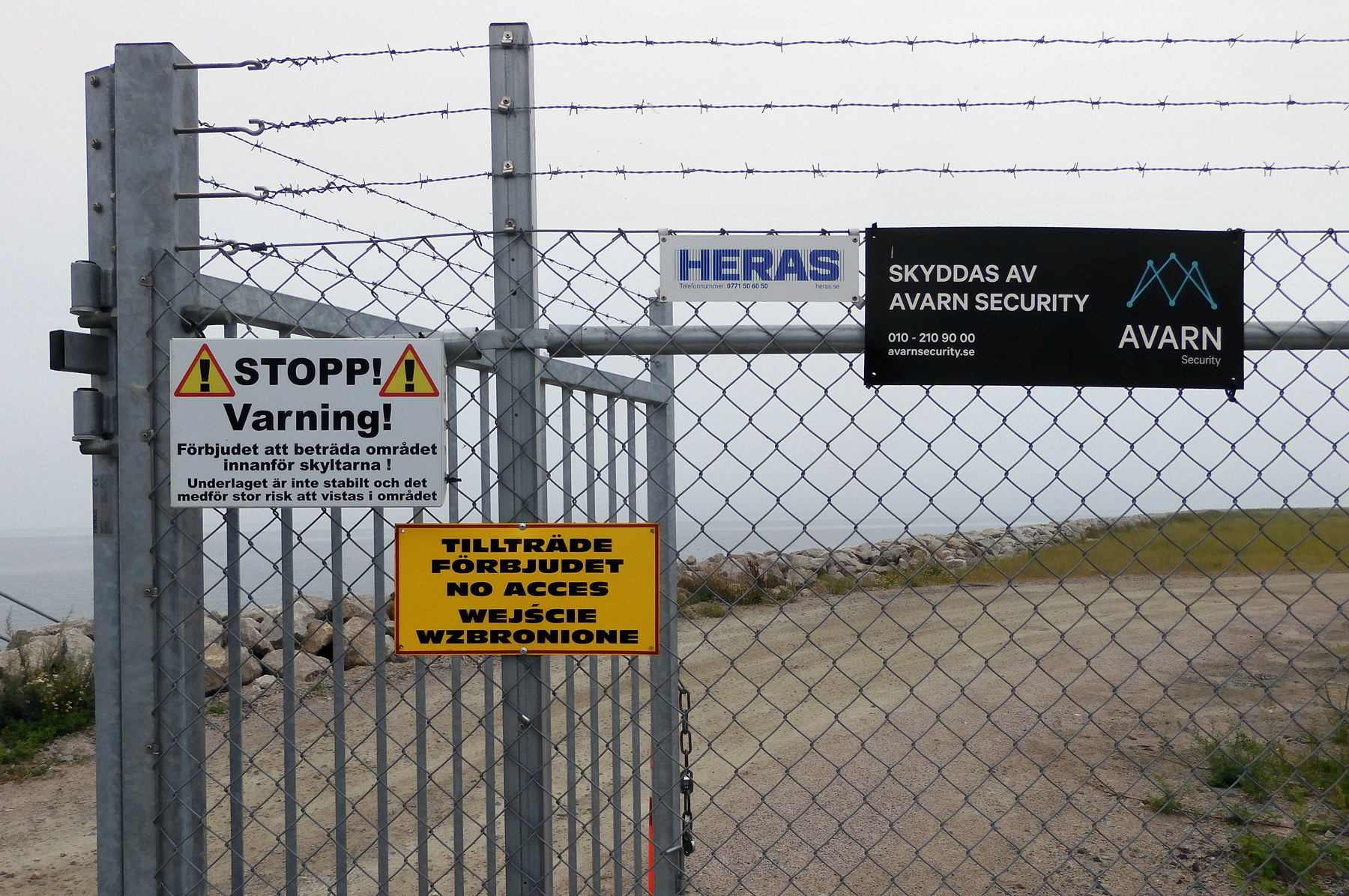
Таблица охраняемой территории Avarn Security

Avarn Security — шведский концерн в сфере безопасности, осуществляющий деятельность в, Швеции, Дании и Финляндии. Компания предоставляет услуги в сфере безопасности клиентам по всему Северному региону Европы, однако основная деятельность сосредоточена в Норвегии, Швеции и Финляндии. Штаб-квартира концерна расположена в столице Норвегии Осло. Генеральным директором компании является Видар Берг.
В 2023 году оборот Avarn Security составил 9 687 миллионов крон, а в 2020 году 8 446 миллионов. В компании занято около 16 000 сотрудников в различных странах Северной Европы.
К числу предоставляемых концерном услуг относятся, в частности: технические средства охраны, охранные услуги, мониторинг сигнализаций, управление рисками, инкассация и транспортировка ценностей.

## История
Avarn Security была основана в Швеции в 1964 году под названием ABAB. Первоначально предприятие было учреждено государством, однако в 1995 году оно было приватизировано.
Деятельность Avarn Security в Финляндии началась в июне 2016 года, когда группа Sector Alarm приобрела и объединила компании Turvatiimi и финское подразделение G4S. В 2018 году было достигнуто соглашение о слиянии Avarn Security и Prevent 360 Turvallisuuspalvelut.
В 2019 году норвежская охранная компания Nokas AS приобрела финские и шведские активы Avarn Security у Sector Alarm Group и приняла наименование Avarn Security в качестве своего фирменного названия. Генеральным директором финского подразделения Avarn Security является Никлас Саклен.

## Деятельность

### Финляндия
В 2023 году Avarn Security осуществляла деятельность на территории Финляндии через 12 региональных отделений и сеть субподрядчиков, обеспечивая занятостью около 2300 человек.

#### Происхождение и слияния
История Avarn Security Suomi в Финляндии уходит корнями к нескольким компаниям, ранее работавшим в сфере охранных услуг. Одним из ключевых предшественников была Nokas Security  норвежская компания, действовавшая в Финляндии и других странах Северной Европы. Важную роль сыграло также финское подразделение G4S, входившее в состав международного концерна G4S, одного из крупнейших игроков на мировом рынке безопасности. Слияние этих структур стало частью стратегии по укреплению позиций компании в Северной Европе, в результате чего бренд Avarn Security был представлен и в Финляндии.
В 2023 году Avarn Security отметила 100-летие своей деятельности в Финляндии. Компания была впервые зарегистрирована в Торговом реестре Финляндии 6 ноября 1923 года под наименованием Suomen Vartioimis- ja sulkemis Oy, которая является самой первой охранной фирмой в истории Финляндии.

#### Текущая деятельность
Компания Avarn Security Suomi предоставляет услуги по охране, мониторингу сигнализации, проектированию и установке систем безопасности, а также услуги по управлению рисками. Компания работает в различных секторах, включая государственное управление, промышленность, торговлю и сферу обеспечения безопасности массовых мероприятий. Ранее Avarn Security Suomi оказывала также услуги по обработке наличных средств, однако в 2022 году эти функции были переданы под бренд Nokas Finland.
В Финляндии компания насчитывает около 3500 сотрудников. Среди её клиентов — Хельсинкский университет, компания Terrafame, сталелитейный концерн SSAB, Хельсинкский Дом музыки, Городское транспортное предприятие Хельсинки, а также ряд крупных торговых центров.

### Норвегия
История Avarn Security в Норвегии является частью более широкого процесса развития, включающего серию корпоративных преобразований и рост сектора охранных услуг в Северной Европе. Avarn Security Norge (ранее известная как Nokas) является одной из крупнейших охранных компаний Норвегии.

#### Основание и начальный этап
Корни компании уходят в 1987 год, когда в Норвегии была основана компания Nokas (Norwegian Cash Handling Services). Первоначально она специализировалась на инкассации и обращении с наличными средствами. Вскоре после основания Nokas начала активно расширять свою деятельность, включая охранные услуги и установку охранных сигнализаций.

#### Стратегия роста и приобретения
В 1990-х и 2000-х годах компания Nokas активно развивалась за счёт слияний и поглощений. Она приобрела несколько мелких охранных предприятий в Норвегии и существенно расширила спектр предоставляемых услуг. В 2010-х годах Nokas начала экспансию в другие страны Северной Европы и континентальной Европы.

#### Ребрендинг и смена названия
В 2020 году Nokas провела ребрендинг и сменила название на Avarn Security. Новый бренд был внедрён во всех странах Северной Европы.

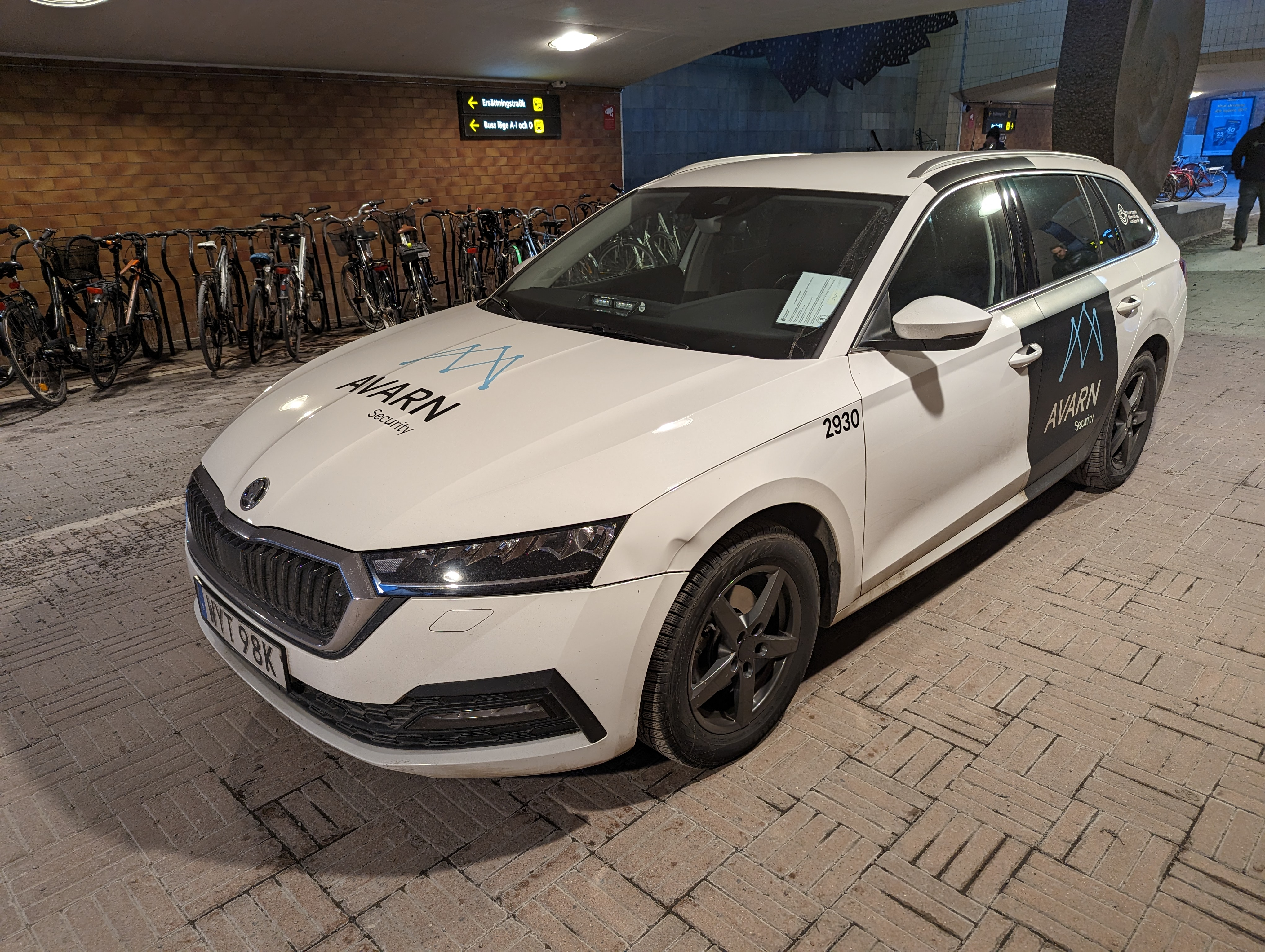
Патрульная машина Avarn Security

### Швеция
В Швеции Avarn Security осуществляет деятельность через 30 отделений и насчитывает около 3500 сотрудников. Группа Sector Alarm приобрела шведское подразделение G4S ещё в 2014 году, однако под брендом Avarn Security компания начала работать только весной 2016 года.
В 2019 году норвежская охранная компания Nokas AS приобрела шведские подразделения Avarn Security у Sector Alarm Group, после чего приняла наименование Avarn Security в качестве официального названия. В числе предоставляемых услуг — работа центра мониторинга, технические решения в области безопасности, охранные услуги и управление рисками.